# 카를리하르트 프라이
카를리하르트 프라이(독일어: Eduard Trippel, 1991년 7월 11일~)는 독일의 유도 선수이다. 2020년 하계 올림픽에서 혼성 단체전에서 동메달을 획득했다. 또한 세계 선수권 대회에서 은메달 1개, 동메달 1개를 획득했다.